# 蔡萝莉
蔡萝莉（2000年1月10日—），女，汉族，中国广东省深圳市人，曾居山东省青岛市，现居广东省深圳市，网络主播，短视频创作者，前福利姬（仍需考证）

## 生平

### 早年
2000年，蔡萝莉出生于中华人民共和国广东省深圳市，2012年3月，年仅十二岁的蔡萝莉注册了自己的微博账号。後來因直播《絕地求生》以及整容而走紅。